# Tragia arabica
Tragia arabica är en törelväxtart som beskrevs av Henri Ernest Baillon. Tragia arabica ingår i släktet Tragia och familjen törelväxter. Inga underarter finns listade i Catalogue of Life.